# Inundatiegebied
Een inundatiegebied is een gebied dat ten behoeve van de verdediging enkele decimeters onder water kan worden gezet door het openzetten van sluizen of het doorsteken van dijken (inundatie).

## Verdediging
Het dient van oorsprong ter verdediging van een stad, dorp of ander object, en soms ook om een vijand te verdrijven uit een groter gebied. Doorgaans ligt een inundatiegebied laag, zodat het snel kan vollopen met grondwater, rivierwater of anderszins. Kazematten vormen de tegenhanger voor de verdediging van hoger gelegen gebieden, waar inundatie niet mogelijk is. Een voorbeeld van een vestingstad met zowel kazematten als inundatiegebieden is de vesting Maastricht met de Hoge en Lage Fronten en het inundatiegebied De Kommen. Een ander voorbeeld is de Stelling van Amsterdam.

## Berging
Tegenwoordig worden inundatiegebieden ingericht om bij wateroverlast de bergende oppervlakte te vergroten. Vaak worden natuurgebieden als zodanig ingericht, omdat de schade dan minimaal is. Het is zelfs gewenst dat zo'n gebied af en toe onder water komt te staan.